# Hafen von Piräus
Der Hafen von Piräus ist der größte Seehafen Griechenlands und einer der größten im Mittelmeerraum. Mit rund 18,6 Millionen Passagieren stellte er 2014 den größten Passagierhafen Europas dar. 2019 gab es 17,6 Mio. Passagiere, 16,5 Mio. davon im Fährverkehr und 1,1 Mio. mit Kreuzfahrtschiffen. Im Containerverkehr wurden 2019 5,65 Mio. TEU umgeschlagen und lag damit an der Spitze der Häfen am Mittelmeer. 2016 wurden rund 3,67 Mio. TEU (2015: rund 3,32 Mio.) umgeschlagen und befand sich 2014 auf Platz 8 der größten Containerterminals in Europa bzw. auf Platz 39 weltweit.

## Geografie
Der Hafen befindet sich in der Region Attika in acht Kilometer Entfernung zur griechischen Hauptstadt Athen. Er liegt am Saronischen Golf, einem Teil der Agäis.

## Geschichte

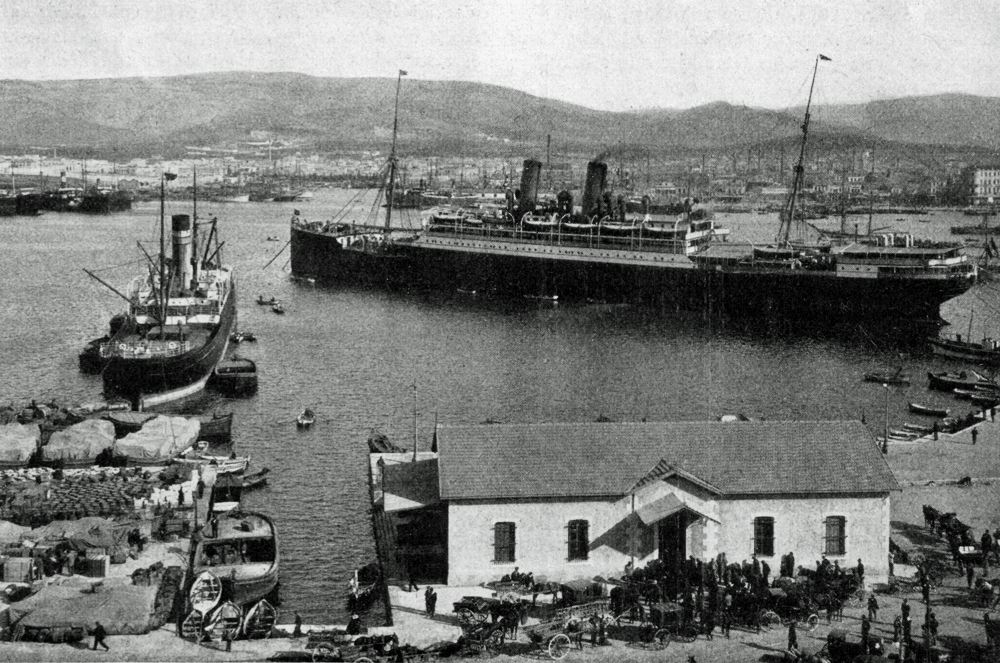
Der Hafen um 1913

Bis zum 5. Jahrhundert v. Chr. unterhielt der Stadtstaat Athen eine Handelsflotte von kleinen Schiffen. Diese lagen im Hafen von Faliro einer ungeschützten Bucht. Themistokles entschied sich, größere Schiffe zu bauen und wegen der Bedrohung durch die Perser eine Kriegsflotte in Auftrag zu geben. Er wählte die Bucht am Vorgebirge Piräus. Deren Umgestaltung zum Hafen Athens gilt als sein zweites großes Werk. Die Fertigstellung des Hafens verlagerte den Handel von Athen an den Hafen, begünstigt wurde die Ansiedlung durch breite Straßen. Um diese Investitionen für den Kriegsfall zu schützen, wurden beide Städte mit zwei 7½ Kilometer langen Mauern verbunden, die auch im Kriegsfall den Zugang zum Meer sicherten.
Ab 1318 wurde der Hafen „Porto Leone“ oder „Porto Draco“ genannt, nach einem Marmorlöwen, der dort aufgestellt war. Diese Statue wurde 1688 von einer Expedition des Francesco Morozini als Beute mitgenommen und nach Venedig gebracht. Erst nach der Befreiung Griechenlands von den Türken blühte der Hafen wieder auf, ab 1830 nahm die private Bautätigkeit zu, 1834 wurde der Hafen in die neue Stadtplanung von Kleanthes und Schaubert miteinbezogen. Ende des 19. Jahrhunderts errichtete die Maschinenfabrik Vasiliadis zwei Trockendocks. Bedingt durch die Flüchtlingsströme nach der Kleinasiatischen Katastrophe siedelten sich in Hafennähe viele Flüchtlinge aus der Türkei an. Die Port of Piraeus Authority wurde 1930 gegründet, sie errichtete 1932 zwei neue Krane und 1937 ein großes Silo. Aufgrund der wirtschaftlichen Bedeutung des Hafens wurde die Stadt und der Hafen Piräus 1944 von der Wehrmacht zerbombt. Erst ab 1955 konnte der Wiederaufbau beginnen, entworfen wurde der neue Hafen von Professor Demosthenes Pippas, der an der Technischen Universität Athen Port and Harbour Engineering lehrte.

### Gegenwart

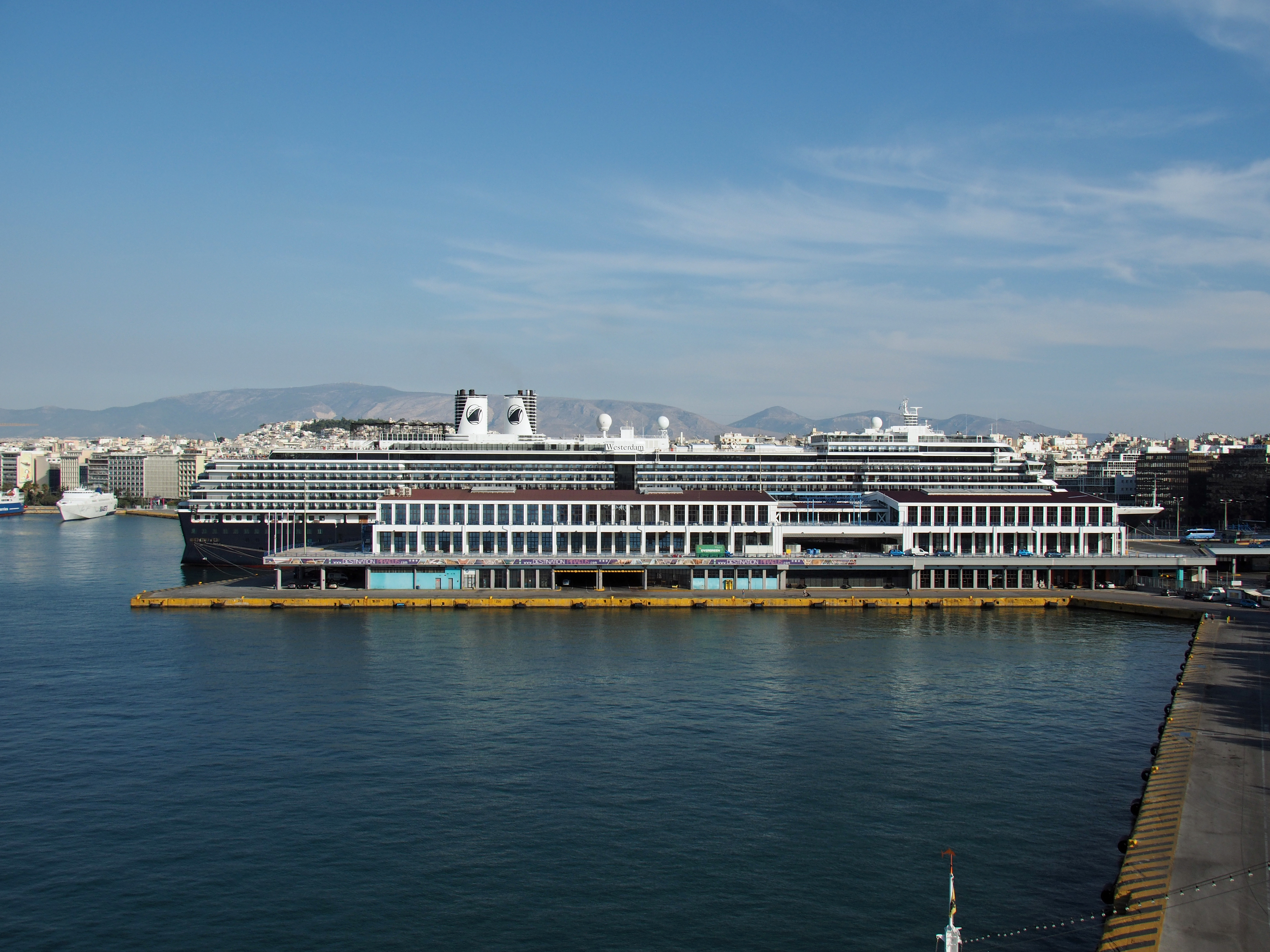
Das Passagierterminal, dahinter die MS Westerdam

2002 unterzeichneten Piraeus Port Authority S.A. (PPA S.A.) und die griechische Regierung einen Konzessionsvertrag. Griechenland verpachtete die Hafengelände, Gebäude und Anlagen für die Dauer von 40 Jahren an PPA. 2008 wurde die Vertragsdauer von 40 auf 50 Jahre angepasst. Die Verpachtung endet nach der Anpassung im Jahr 2052. Der griechische Staat erhielt in den ersten drei Vertragsjahren 1 %, danach 2 % des Konzernjahresüberschusses (englisch: consolidated annual income).:42
Im Zuge der griechischen Finanzkrise verpachtete die PPA 51 % des Containerhafens ab Oktober 2009 an das chinesische Staatsunternehmen China Ocean Shipping (Group) Company (kurz: COSCO) für die Dauer von 35 Jahren. Eine anfängliche Investition von 500 Millionen Euro floss der griechischen Staatskasse nach Vertragsunterzeichnung zu. Die Chinesen zahlen für die Nutzung der Hafenanlage jährlich eine Gebühr von ca. 100 Millionen Euro.
Das Terminal II der Piraeus Container Terminal PCT S.A. (Tochterunternehmen von COSCO Shipping Ports) befindet sich in direkter Nähe zum staatlichen PPA-Terminal I. Der chinesische Betreiber stand in der Kritik, da er nach Aussagen von Gewerkschaftern der staatlichen griechischen Hafengesellschaft PPA Kürzungen bei Gehältern und Sozialleistungen vorgenommen, Gewerkschafter ausgeschlossen und dadurch den Leistungsdruck stark erhöht haben soll.
Die wirtschaftliche Situation des gesamten Hafens, gemessen am Containerumschlag in TEU, hat sich stark verbessert. 2011 wurden in den Terminals I und II (auch: Pier I und II) ca. 1,6 Millionen TEU umgeschlagen. Der Bau des neuen Terminals (Pier III) durch COSCO mit einer Kapazitätserhöhung um 700.000 TEU wurde im Sommer 2013 abgeschlossen.
Der staatliche Betreiber PPA steigerte sein Containervolumen auf 490.904 TEU und profitierte von der neuen Konkurrenz.
Im Jahr 2012 konnte der staatliche Betreiber PPA sein Containervolumen im Terminal I auf 625.914 TEU steigern. COSCO erreichte 2012 mit seinem Terminal II rund 2.108.000 TEU. Zudem sollte das Logistikzentrum COSCOs von 7.000 m² auf 35.000 m² vergrößert werden. Eine erneute Steigerung des Containerumschlags wird mit der seit dem 1. März 2013 bestehenden Anbindung des Containerhafens an das internationale Eisenbahnnetz erwartet. Die 17 Kilometer lange Strecke wurde mit der griechischen Eisenbahn OSE in über zwölf Jahren Bauzeit errichtet.
Im November 2012 kündigte Hewlett-Packard an, das Containerterminal von COSCO in Piräus zum Drehkreuz für alle seine Warensendungen für Europa, den Nahen Osten und Afrika zu machen.
Im Jahr 2013 steigerte PPA den Containerumschlag im Terminal I auf 644.055 TEU. PCT erreichte mit seinen beiden Terminals II und III ein Containervolumen von 2,52 Mio. TEU. Insgesamt schlug der Hafen von Piräus 2013 rund 3.163.755 TEU um.
Anfang 2014 entschied der Hellenic Republic Asset Development Fund (HRADF), 67 % der Anteile an der Piraeus Port Authority (PPA) von seinen bisherigen rund 74 % zu verkaufen. Das Ausschreibungsverfahren lief bis zum 28. April 2014.
Im März 2014 wurde bekannt, dass der chinesische Mobilfunk-Hersteller ZTE seine Produkte in 13 südosteuropäische Länder über das Logistikzentrum am Containerterminal von COSCO ausliefern wird. Die Transitzeit der Produkte reduziert sich um mehrere Tage. Bisher nutzte ZTE die Hauptumschlagszentren Rotterdam, Amsterdam und Hamburg.
Ende 2014 unterschrieben die Regierungschefs aus China, Serbien und Ungarn einen Vertrag zum Ausbau der Bahnstrecke Budapest-Belgrad als einer zukünftig anvisierten Bahnstrecke Budapest–Belgrad–Skopje–Athen bis zum Jahr 2017. Die geplante Schnellfahrstrecke wird 360 Kilometer lang werden und geschätzte 1½ Mrd. Euro kosten. Ziel dieser Investitionen in das Logistiknetz ist eine bessere Anbindung des Hafens von Piräus an Osteuropa.
2014 steigerte PCT den Containerumschlag in seinen Terminals II und III um 18,5 % auf 2.986.904 TEU. PPAs Terminal I erreichte rund 598.300 TEU Containerumschlag. Insgesamt wurden im Hafen von Piräus 2014 rund 3.585.204 TEU umgeschlagen.
Im März 2015 wurden PCT und COSCO von der Europäischen Kommission aufgefordert, vom griechischen Staat bewilligte finanzielle Vorteile wie unter anderem Steuerbefreiungen und eine bevorzugte Behandlung im Rahmen der Bilanzierung bis Juli 2015 zurückzuzahlen. Diese Vorteile gaben PCT einen unfairen Vorteil gegenüber anderen Mitbewerbern und verstießen gegen EU-Beihilfe-Vorschriften.
Im Januar 2015 stoppte nach der Parlamentswahl die neu gewählte Regierung Tsipras I das Ausschreibungsverfahren. Im Mai 2015 wurde das Ausschreibungsverfahren unter veränderten Bedingungen für die Bieter wieder aufgenommen. Zunächst soll der HRDAF nur 51 % der PPA-Anteile verkaufen. Der erfolgreiche Bieter kann seinen PPA-Anteil auf 67,7 % erhöhen, wenn er in den nächsten fünf Jahren 300 Mio. Euro in den Hafen investiert. Bis Oktober 2015 mussten verbindliche Angebote eingehen.
Für das Jahr 2015 erreichte PPAs Terminal I einen Containerumschlag von 293.353 TEU. Der signifikante Rückgang zum Vorjahr lag an der Verlagerung des Geschäfts von PPAs Hauptkunden MSC in den türkischen Hafen Asyaport.:7 PCTs Containerumschlag lag 2015 bei 3.034.428 TEU.:25
 Insgesamt schlug der Hafen von Piräus 3.327.781 TEU im Jahr 2015 um.
Im Januar 2016 wurde bekannt, dass COSCO für insgesamt 368,5 Mio. Euro 67 % am Hafenbetreiber PPA übernimmt. Zusätzlich verpflichteten sich die Chinesen zu Investitionen über 350 Mio. Euro in den nächsten Jahren. Am 8. April 2016 wurden die Verträge vom Chairman des HRADF Stergios Pitsiorlas und dem Chief Financial Officer von COSCO HONG KONG Feng Jinhua unterzeichnet; für 280,5 Mio. Euro übernimmt COSCO zunächst 51 % der PPA-Anteile. Weitere 16 % gehen nach fünf Jahren[veraltet] für 88 Mio. Euro in den Besitz des Konzerns über, wenn dieser die vereinbarten Investitionen leistet. Seit dem 10. August 2016 hält COSCO offiziell 51 % der PPA-Anteile; der HRADF hält weitere 23,14 % und weitere Investoren 25,86 %. Der griechische Staat erhält nach Abschluss des neuen Konzessionsvertrags aus dem Juni 2016 3 % des Konzernjahresüberschusses (englisch: consolidated annual income).:42
2016 erreichte PPAs Terminal I einen Containerumschlag von 203.658 TEU.:7 Die beiden Terminals von PCT schlugen rund 3,471 Mio. TEU um. Insgesamt schlug der Hafen von Piräus 2016 rund 3,675 Mio. TEU um.
2019 wurden 5,65 Millionen TEU umgeschlagen, damit zählt Piräus zu den ersten zehn Häfen im Container-Verkehr Europas und zum Hafen mit dem größten Container-Umschlag am Mittelmeer.

## Waren und Verkehr
| | 2012       | 2011       | 2010       | 2009       | 2008       | 2007       |
| --- | ---------- | ---------- | ---------- | ---------- | ---------- | ---------- |
| General cargo | 4.293.251  | 4.744.693  | 5.505.753  | 5.630.822  | 6.041.749  | 6.278.635  |
| Container | 8.633.907  | 6.805.340  | 4.939.593  | 5.057.563  | 2.949.239  | 12.127.899 |
| RoRo | 722.398    | 625.700    | 682.667    | 598.066    | 1.055.258  | 1.108.928  |
| Bulk cargo | 382.069    | 408.003    | 578.192    | 653.534    | 431.187    | 606.454    |
| Gesamt | 14.031.625 | 12.583.736 | 11.706.205 | 11.939.985 | 10.477.433 | 20.121.916 |
| Bemerkungen: 1. General Cargo, Bulk cargo: Inland und Übersee („Domestic and Overseas“) summiert 2. Container, RoRo: nur Übersee (Overseas) |            |            |            |            |            |            |

### Container
| Platz (2015) | Hafen                            | 2019       | 2016       | 2015       | 2014       | 2013       | 2012       | 2011       | 2010       | 2009      | 2008       | 2007       |
| ------------ | -------------------------------- | ---------- | ---------- | ---------- | ---------- | ---------- | ---------- | ---------- | ---------- | --------- | ---------- | ---------- |
| 1.           | Rotterdam (Niederlande)          | 14.810.804 | 12.385.000 | 12.234.535 | 12.297.570 | 11.622.000 | 11.866.000 | 11.876.920 | 11.145.800 | 9.743.300 | 10.783.825 | 10.790.604 |
| 2.           | Antwerpen (Belgien)              | 11.860.000 | 10.037.318 | 9.653.000  | 8.978.000  | 8.578.000  | 8.635.000  | 8.664.243  | 8.468.475  | 7.309.639 | 8.662.890  | 8.175.951  |
| 3.           | Hamburg (Deutschland)            | 9.300.000  | 8.910.000  | 8.820.000  | 9.729.000  | 9.258.000  | 8.864.000  | 9.014.165  | 7.895.736  | 7.007.704 | 9.737.110  | 9.889.792  |
| 4.           | Piräus (Griechenland)            | 5.650.000  | 3.675.000  | 3.327.781  | 3.585.204  | 3.163.755  | 2.733.914  | 1.680.133  | 863.808    | 664.895   | 433.582    | 1.373.138  |
| 5.           | Valencia (Spanien)               | 5.386.309  |            |            | 4.400.000  |            |            |            |            |           |            |            |
| 6.           | Algeciras (Spanien)              | 5.120.000  |            | 4.520.000  |            |            |            |            |            |           |            |            |
| 7.           | Bremen/Bremerhaven (Deutschland) | 4.857.000  | 5.487.000  | 5.546.000  | 5.796.000  | 5.831.000  | 6.115.000  | 5.915.487  | 4.871.300  | 4.535.850 | 5.529.159  | 4.912.177  |

### Passagier-Terminal

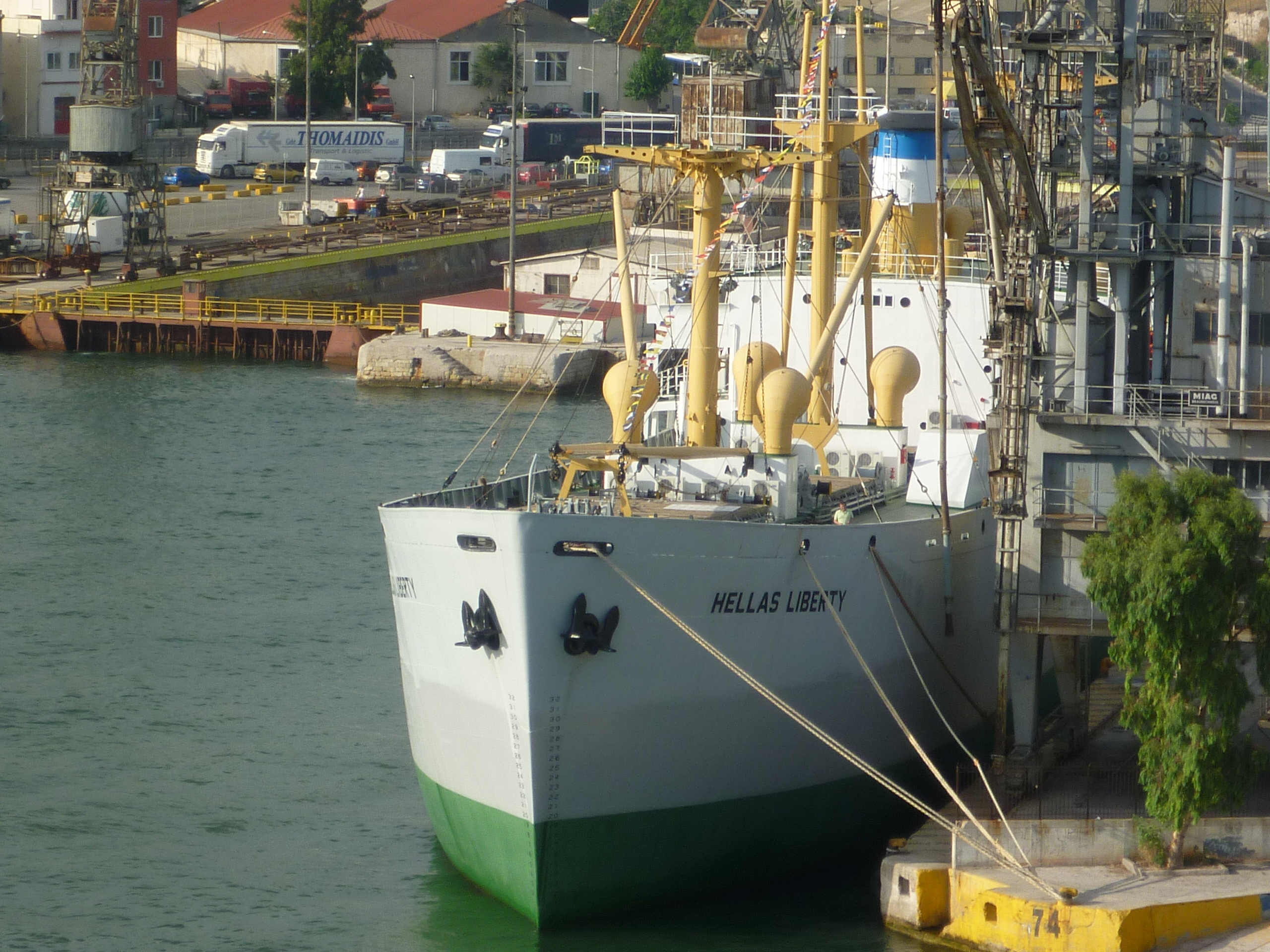
Die „Hellas-Liberty“

|                             | 2015       | 2014       | 2013       | 2012       | 2011       | 2010       | 2009       | 2008       | 2007       | 2006       | 2005       | 2004       | 2003       |
| --------------------------- | ---------- | ---------- | ---------- | ---------- | ---------- | ---------- | ---------- | ---------- | ---------- | ---------- | ---------- | ---------- | ---------- |
| Inland                      | 8.391.632  | 8.093.501  | 7.642.760  | 7.729.778  | 9.351.135  | 10.100.697 | 10.695.228 | 11.413.843 | 11.572.678 | 11.668.647 | 11.484.763 | 11.159.274 | 11.713.269 |
| „Perama“ Fähren (Salamis)   | 7.417.892  | 8.687.078  | 7.730.555  | 8.186.932  | 8.304.999  | 8.371.064  | 8.723.709  | 8.763.631  | 8.395.492  | 7.636.426  | 7.977.880  | 8.393.053  | 8.397.292  |
| Übersee (Kreuzfahrtschiffe) | 1.678.490  | 1.854.916  | 2.296.457  | 2.066.925  | 2.517.371  | 1.864.657  | 2.028.006  | 1.806.583  | 1.554.747  | 1.202.190  | 925.782    | 757.552    | 823.339    |
| Gesamt                      | 17.488.014 | 18.635.495 | 17.669.772 | 17.983.635 | 20.173.505 | 20.336.418 | 21.446.943 | 21.984.057 | 21.522.917 | 20.507.263 | 20.388.425 | 20.255.879 | 20.933.900 |

## Kultur
In der Geschichte Griechenlands als Schifffahrtsnation ist die Bedeutung des Hafens herausragend und findet sich auch in kulturhistorischen Rezeptionen wieder, etwa im Lied Die Kinder aus Piräus.
Im Zusammenhang der Bedeutung für die Handelsschifffahrt wurde eines von nur vier verbliebenen Liberty-Schiffen in den USA gekauft und mit den Geldern einer Stiftung restauriert, um an den Wiederaufbau der griechischen Flotte nach 1945 zu erinnern. Es befindet sich neben weiteren historischen Schiffen im Schiffsmuseum Trokadero Marina.

## Trivia
Der Hafen von Piräus wird im Lied Ein Schiff wird kommen (1960) von Lale Andersen besungen.